# Tiffin (Iowa)
Tiffin és una població dels Estats Units a l'estat d'Iowa. Segons el cens del 2000 tenia 975 habitants.

## Demografia
Segons el cens del 2000, Tiffin tenia 975 habitants, 440 habitatges, i 268 famílies. La densitat de població era de 125,9 habitants/km².
Dels 440 habitatges en un 30% hi vivien nens de menys de 18 anys, en un 47% hi vivien parelles casades, en un 11,1% dones solteres, i en un 38,9% no eren unitats familiars. En el 29,8% dels habitatges hi vivien persones soles el 5% de les quals corresponia a persones de 65 anys o més que vivien soles. El nombre mitjà de persones vivint en cada habitatge era de 2,22 i el nombre mitjà de persones que vivien en cada família era de 2,75.
Per edats la població es repartia de la següent manera: un 23,1% tenia menys de 18 anys, un 11,8% entre 18 i 24, un 40,8% entre 25 i 44, un 17,6% de 45 a 60 i un 6,7% 65 anys o més.
L'edat mediana era de 30 anys. Per cada 100 dones de 18 o més anys hi havia 97,4 homes.
La renda mediana per habitatge era de 42.381 $ i la renda mediana per família de 47.969 $. Els homes tenien una renda mediana de 30.857 $ mentre que les dones 25.542 $. La renda per capita de la població era de 20.222 $. Entorn del 3,7% de les famílies i el 4,3% de la població estaven per davall del llindar de pobresa.

## Poblacions més properes
El següent diagrama mostra les poblacions més properes.